# Ujong Fatihah
Ujong Fatihah is een bestuurslaag in het regentschap Nagan Raya van de provincie Atjeh, Indonesië. Ujong Fatihah telt 3675 inwoners (volkstelling 2010).